# Rahner’sche Ziegelei
Die Rahner’sche Ziegelei war ein Ort der Gemeinde Willanzheim.
In dem Handbuch von Heyberger, Schmitt, Wachter aus 1867 wurde für die Gemeinde Willanzheim ein Ort namens Ziegelhütte angegeben. In dem ersten Amtlichen Ortsverzeichnis für Bayern von 1876 werden zwei Ziegelhütten genannt, die Rahner’sche Ziegelei und die Heim’sche Ziegelei.
Die Rahner’sche Ziegelei wird dort als zur katholischen Pfarrei und Schule Willanzheim gehörige Einöde mit fünf Einwohnern (1871) und drei Gebäuden beschrieben. Für das Jahr 1885 werden im Ortsverzeichnis sieben Einwohner und ein Wohngebäude genannt. Ab dem darauf folgenden Ortsverzeichnis von 1904 werden weder die Rahner’sche Ziegelei noch die Heim’sche Ziegelei noch ein Ort Ziegelhütte erneut genannt.